# La banda del dragón despeinado (Yakuza)
La banda del dragón despeinado (Yakuza) es una de las historietas de Superlópez creada por Jan en 1990.

## Trayectoria editorial

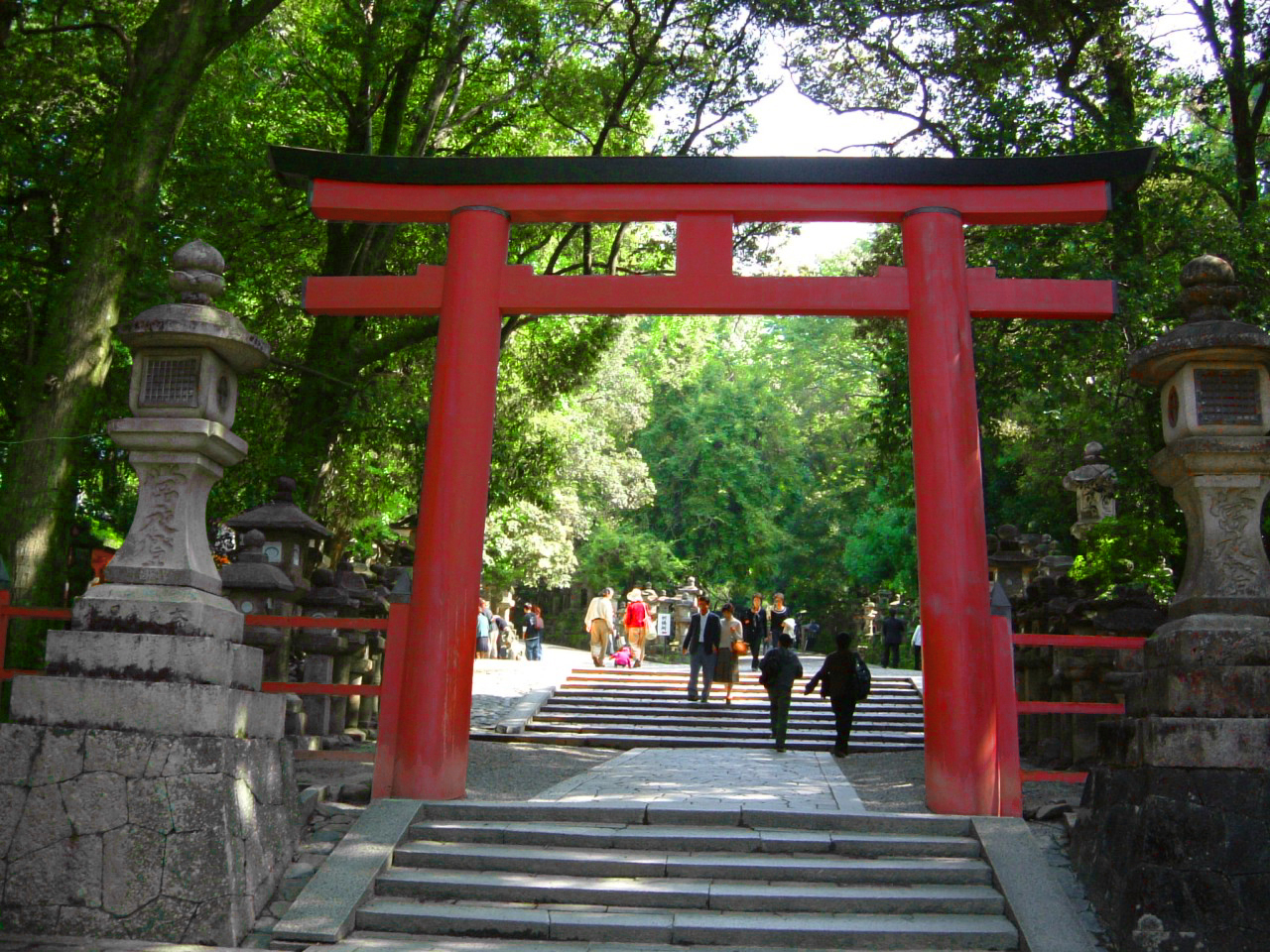
Foto de un torii en Nara (Japón), representado en una viñeta de la aventura.

Publicada originalmente en los números 1-8 de la revista Yo y Yo y más tarde en el número 18 de la Colección Olé junto a La bomba, historieta que es su continuación directa.

## Argumento
Jaime y Luisa están de viaje de negocios por Japón con la misión de firmar un contrato para la creación de un robot tripulado, cuando un luchador  de sumo y otros habitantes con pistolas tratan de asaltarles, lo cual es evitado por Superlópez. Superlópez les explica que el jefe había recibido la visita de unos extorsionadores que querían impedir que la empresa firmara el acuerdo. Jaime y Luisa deciden ir a hablar con su  contacto en Japón, el señor Mishmishima para intentar aclarar lo ocurrido. El señor Mishmishima les explica que los atacantes son una banda mafiosa japonesa, los yakuza, contratada por el conservador Kazuro Gonikito, quien considera que todo el honor de los robots debe quedar en Japón. Además, durante la reunión son informados de que los yakuza han secuestrado al ingeniero Eintsen Doi, creador de los robots y al hijo de Mishmishima.

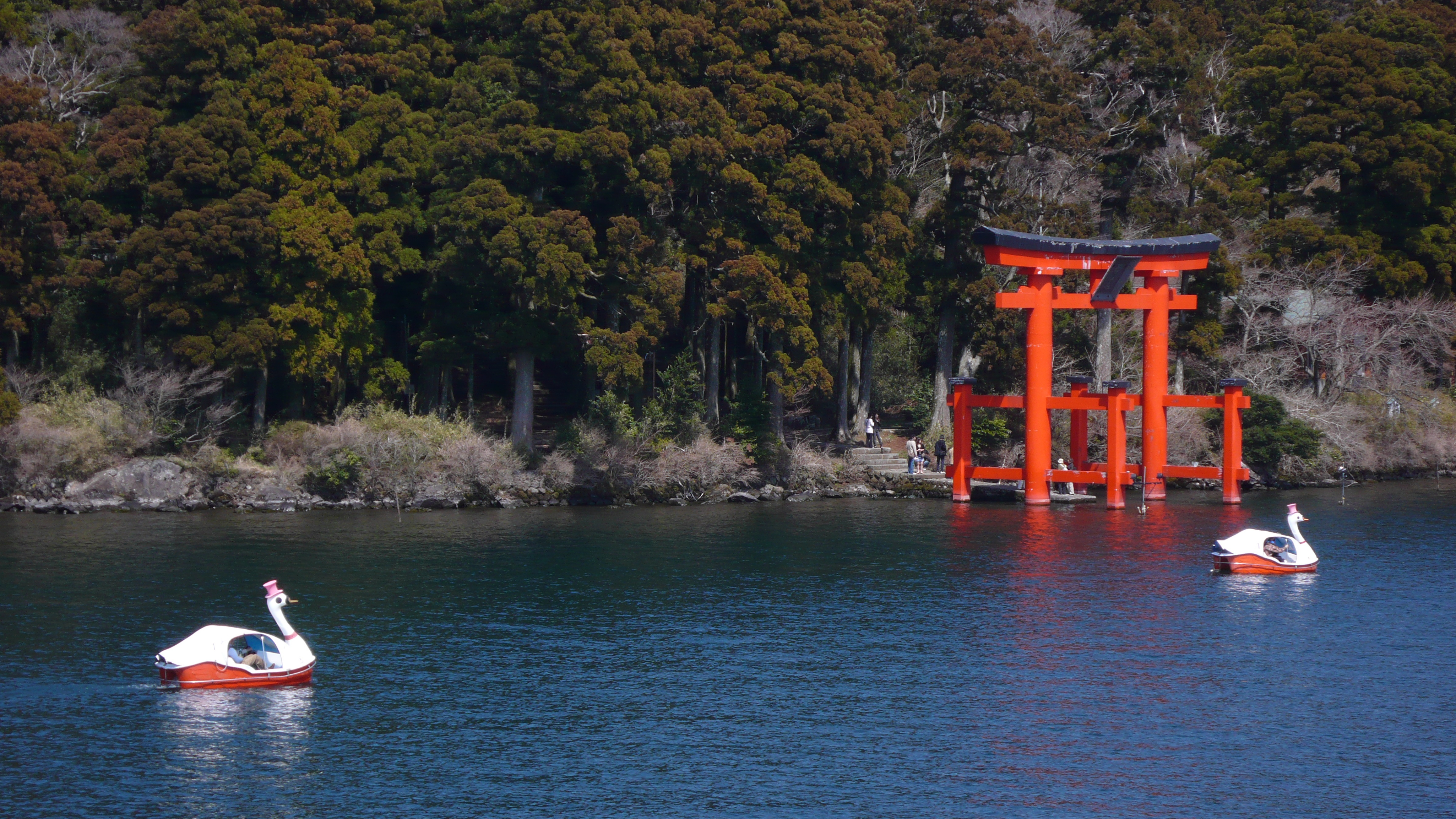
Patos de recreo en el lago Hakone.

Superlópez va a interrogar a Gonikito, pero éste afirma no saber nada del secuestro y sospecha que el oyabún (el "padrino" de los yakuza) quiere usar al robot para recuperar una bomba de hidrógeno que está sumergida en el mar y chantajear al gobierno. Además, Superlópez ve en la televisión de Gonikito que el robot ha salido volando de su almacén. Superlópez persigue volando al robot hasta el lago Hakone y ve salir de él a un niño que resulta ser el hijo de Mishmishima, según le explica Arigato Gozaimas, la secretaria de Gonikito. El niño trabó amistad con el ingeniero Doi y aprendió a manejar al robot por lo que también había planeado sacar la bomba del mar, aunque con buenas intenciones. Superlópez, que había interrogado a uno de los yakuza acerca de la localización del ingeniero, se dirige con el niño y Gozaimas a Kioto y empiezan a decir la contraseña que le había indicado el esbirro, pero pronto levantan sospechas y Gozaimas es secuestrada. Superlópez encuentra la dirección del ingeniero Dois al ver a dos hombres llevando una pila de mangas, lo que le hace recordar que Gozaimas le había comentado la afición de Dois hacia estas historietas. Superlópez logra liberar a Dois pero los yakuza, excepto el luchador de sumo, logran escapar.

## Comentarios
Según la citada revista "Yo y Yo" 2ª época, donde este cómic fue publicado, en su sección "noticias de comics", Jan viajó a Japón y gastó 24 carretes de cámara de fotos para documentarse para hacer la historieta.
La historieta utiliza caracteres japoneses auténticos, pero estos no forman auténticas palabras. La frase en japonés que aparece en la primera página del álbum sí forma palabras y su significado sería algo así como "En Japón también cuecen habas".